# Josep Salvador i Riera
Josep Salvador i Riera   (Barcelona, 1690 - Barcelona, 1761) fou un naturalista, farmacèutic i botànic català.

## Biografia
Net de Joan Salvador i Boscà, fill segon de Jaume Salvador i Pedrol i germà de Joan Salvador i Riera, va seguir la trajectòria de la família Salvador, tant en l'àmbit professional com en el seu interès pel món natural. Va ser admès com a membre del Col·legi d'Apotecaris de Barcelona el 1718, i aquest mateix any es traslladà a Montpeller, per perfeccionar els seus estudis de Botànica i Química.
Es convertí en baró de la Bleda per un casament amb la seva neboda Maria Antpania Salvador i de Benages, filla de Joan, i  Estudià a Montpeller. Després de la mort del seu pare, en 1740, es va convertir en l'hereu legítim de la farmàcia Salvador, i de la resta del patrimoni familiar, inclòs el ja famós Gabinet d'Història Natural. El 1725 herboritzà a Menorca. Millorà les instal·lacions del gabinet familiar d'història natural i d'objectes diversos.